# Marko Mlađan
Marko Mlađan, en serbio: Марко Млађан, (nacido el 26 de marzo de 1993 en Lugano) es un jugador de baloncesto serbio-suizo que actualmente pertenece a la plantilla del SAM Basket Massagno de la LNA, la máxima división suiza. Con 2,05 metros de altura puede jugar tanto en la posición de Alero como en la de Ala-Pívot. Internacional absoluto con Suiza, es hermano del también baloncestista Dušan Mlađan.

## Trayectoria Profesional

### Star Gordola Basket
Su primer equipo fue el Star Gordola Basket de la 1LN (3.ª división suiza), con el que jugó durante la temporada 2009-2010.
Disputó 20 partidos de liga y 4 de play-offs, promediando en liga 14,3 puntos y en play-offs 17 puntos.

### Lugano Tigers
Los siguientes dos años y medio (2010-2012), los pasó en los Lugano Tigers de la LNA, jugando también en la temporada 2010-2011 en su filial de la LNB (2.ª división suiza), el DDV-Lugano. Ganó la LNA, la  Copa Suiza  y la  Copa de la Liga de Suiza  en ambas temporadas.
En su primera temporada (2010-2011), jugó 21 partidos con el filial y 8 de liga y 2 de play-offs con el primer equipo. Con el filial promedió 16,3 puntos (63 % en tiros libres), 9,7 rebotes, 1,1 asistencias, 2,5 robos y 1,5 tapones en 30,1 min de media. Con el primer promedió en liga 2,3 puntos (50 % en tiros de 2 y 55,6 % en triples) y 1,5 rebotes en 5,9 min, mientras que en play-offs promedió 4 puntos (50 % en tiros de 2 y 100 % en tiros libres), y 1 rebote en 5,5 min.
En su segunda temporada (2011-2012), jugó 17 partidos de liga y 5 de play-offs, promediando en liga 4,4 puntos (44 % en triples y 85,7 % en tiros libres) y 2 rebotes en 9,4 min, mientras que en play-offs promedió 4,4 puntos (85,7 % en tiros de 2 y 42,9 % en triples) y 1,4 rebotes en 10,2 min.
En su tercera y última temporada (2012-2013; abandonó el equipo en noviembre de 2012), jugó 5 partidos de liga con un promedio de 1,8 puntos (50 % en triples) en 5,6 min.
Disputó un total de 30 partidos de liga y 7 de play-offs con el conjunto de Lugano entre las dos temporadas y media, promediando en liga 3,4 puntos (47,5 % en triples y 77,7 % en tiros libres) y 1,5 rebotes en 7,8 min de media, mientras que en play-offs promedió 4,2 puntos (72,7 % en tiros de 2, 37,5 % en triples y 62,5 % en tiros libres) y 1,2 rebotes en 8,8 min de media.

### SAM Basket Massagno
Jugó el resto de temporada 2012-2013 en el SAM Basket Massagno.
Disputó 15 partidos de liga con el cuadro de Massagno, promediando 6,7 puntos, 3,5 rebotes, 1 rebote y 1 tapón en 20,9 min de media.
Fue el 8.º máximo taponador de la LNA.

### Fribourg Olympic
Jugó las siguientes dos temporadas (2013-2015) en el Fribourg Olympic, alternando el primer equipo con el Groupe E Académie Fribourg U23 de la LNB.
En su primera temporada (2013-2014), jugó 7 partidos con el filial y 18 de liga y 10 de play-offs con el primer equipo. Con el filial promedió 7,1 puntos (60 % en tiros de 2, 52,6 % en triples y 66,6 % en tiros libres), 3,1 rebotes en 8,5 min. Con el primer equipo promedió en liga 11,3 puntos (58,9 % en tiros de 2 y 41,7 % en triples) y 5,7 rebotes en 23,6 min, mientras que en play-offs promedió 8,5 puntos (31,6 % en triples y 75 % en tiros libres), 3,9 rebotes y 1,1 asistencias en 22,1 min.
A final de temporada fue elegido en el mejor quinteto de jugadores suizos de la LNA por Eurobasket.com.
En su segunda y última temporada (2014-2015), jugó 2 partidos con el filial y 31 de liga y 3 de play-offs con el primer equipo. Con el filial promedió 27,5 puntos (57,7 % en tiros de 2, 30,8 % en triples y 92,9 % en tiros libres), 14 rebotes, 3 asistencias, 3,5 robos y 3,5 tapones en 37 min. Con el primer equipo promedió en liga 14 puntos (41 % en triples y 78,9 % en tiros libres), 5,2 rebotes, 1 asistencia y 1,1 robos en 25,5 min, mientras que en play-offs promedió 10,7 puntos (100 % en tiros libres), 6,3 rebotes y 1,3 robos en 27,3 min.
Fue el 6.º máximo taponador de la LNA. A final de temporada recibió una mención honorable LNA y fue elegido por 2.ª vez en el mejor quinteto de jugadores suizos de la LNA, ambas cosas por Eurobasket.com.
Disputó un total de 9 partidos con el filial y 49 de liga y 13 de play-offs con el primer equipo de Friburgo entre las dos temporadas. Con el filial promedió 11,6 puntos (58,5 % en tiros de 2, 43,7 % en triples y 88,2 % en tiros libres), 5,5 rebotes, 1 asistencia, 1,2 robos y 1,4 tapones en 14,8 min de media. Con el primer equipo en liga promedió 13 puntos (52,5 % en tiros de 2, 41,2 % en triples y 72,5 % en tiros libres), 5,4 rebotes y 1 robo en 24,8 min de media, mientras que en play-offs promedió 9 puntos (30,7 % en triples y 81,2 % en tiros libres), 4,4 rebotes y 1 asistencia en 23,3 min de media.

### BBC Monthey
Firmó para la temporada 2015-2016 por el BBC Monthey, con el que ganó la Copa de la Liga de Suiza por 3.ª vez.
Jugó 27 partidos de liga y 5 de play-offs, promediando en liga 17,2 puntos (55,2 % en tiros de 2, 38,7 % en triples y 77,6 % en tiros libres), 6,9 rebotes, 1,6 asistencias, 1,3 robos y 1,3 tapones en 31 min, mientras que en play-offs promedió 12 puntos (50 % en tiros de 2 y 69,2 % en tiros libres) y 5,2 rebotes en 27,4 min.
Fue el 4.º máximo taponador de la LNA. A final de temporada fue nombrado jugador suizo del año de la LNA y elegido en el mejor quinteto de la LNA y por 3.ª vez en el mejor quinteto de jugadores suizos de la LNA, todo ello por Eurobasket.com.

## Selección Suiza

### Categorías inferiores
Internacional con las categorías inferiores de la selección de baloncesto de Suiza, disputó el Europeo Sub-16 División B de 2009, celebrado entre Oliveira de Azemeis, Santa Maria da Feira y Sao Joao da Madeira, Portugal, en el que la selección suiza quedó en 17.ª posición, el Europeo Sub-18 División B de 2010, celebrado entre Ramat Gan y Tel-Aviv, Israel, en el que la selección suiza quedó en 11.ª posición, el Europeo Sub-18 División B de 2011, celebrado en Varna, Bulgaria, en el que la selección suiza quedó en 13.ª posición, el Europeo Sub-20 División B de 2012, celebrado en Sofia, Bulgaria, en el que la selección suiza quedó en 15.ª posición y el Europeo Sub-20 División B de 2013, celebrado en Pitești, Rumanía, en el que la selección suiza quedó en 6.ª posición.
En el Europeo Sub-16 División B de 2009 jugó 6 partidos con un promedio de 5,8 puntos (50 % en tiros de 2) y 3,7 rebotes en 12,5 min de media.
En el Europeo Sub-18 División B de 2010 jugó 8 partidos con un promedio de 5,9 puntos (30 % en triples y 80 % en tiros libres), 4,5 rebotes y 1 robo en 14,9 min de media.
En el Europeo Sub-18 División B de 2011 jugó 7 partidos con un promedio de 8,6 puntos (34,8 % en triples), 4 rebotes, 1,1 robos y 1 tapón en 18,9 min de media.
Fue el 14.º máximo taponador del Europeo Sub-18 División B de 2011.
En el Europeo Sub-20 División B de 2012 jugó 7 partidos con un promedio de 10 puntos (37 % en triples), 5,6 rebotes, 1 asistencia y 1,7 robos en 24,3 min de media. Fue el 1.º en robos de su selección.
Fue el 18.º en robos del Europeo Sub-20 División B de 2012.
En el Europeo Sub-20 División B de 2013 jugó 8 partidos con un promedio de 16,8 puntos (33,3 % en triples y 83,3 % en tiros libres), 9,6 rebotes, 2 asistencias, 2 robos y 2,6 tapones en 29,5 min de media. Fue el máximo anotador, reboteador, taponador y el 1.º en robos de su selección.
Finalizó el Europeo Sub-20 División B de 2013 con el 15.º mejor % de tiros de campo (42,6 %) y el 16.º mejor % de tiros de 2 (47,1 %) y triples y fue el 5.º máximo anotador, el 3.er máximo reboteador, el máximo taponador, el 3.º en dobles-dobles (4), el 4.º en tiros de campo anotados (6,9 por partido) y rebotes defensivos (6,6 por partido), el 5.º en robos, el 6.º en tiros de 2 anotados (5,1 por partido), el 8.º en rebotes ofensivos (3 por partido), el 11.º en triples anotados (1,8 por partido) y el 12.º en min.

### Absoluta
Debutó con la absoluta de Suiza en la Clasificación para el EuroBasket 2015, celebrado entre Alemania, Croacia, Francia y Letonia, no logrando Suiza clasificarse.
Jugó 7 partidos de 1.ª fase y 4 de 2.ª fase, promediando en la 1.ª fase 8,4 puntos (69,6 % en tiros de 2, 36,4 % en triples y 75 % en tiros libres) y 3,9 rebotes en 16,3 min de media, mientras que en la 2.ª fase promedió 13,3 puntos (64 % en tiros de 2 y 31,6 % en triples), 5,8 rebotes y 1 robo en 25,3 min de media. Fue el máximo reboteador y el 1.º en robos de su selección en la 2.ª fase.
Finalizó la 1.ª fase de la Clasificación para el EuroBasket 2015 con el 18.º mejor % de triples.
Finalizó la 2.ª fase de la Clasificación para el EuroBasket 2015 con el 7.º mejor % de tiros de 2 y fue el 14.º en tiros de campo anotados (5,5 por partido).